# Antilurga reductaria
Antilurga reductaria är en fjärilsart som beskrevs av Stätt 1930. Antilurga reductaria ingår i släktet Antilurga och familjen mätare. Inga underarter finns listade i Catalogue of Life.